# Gerald Wiemers

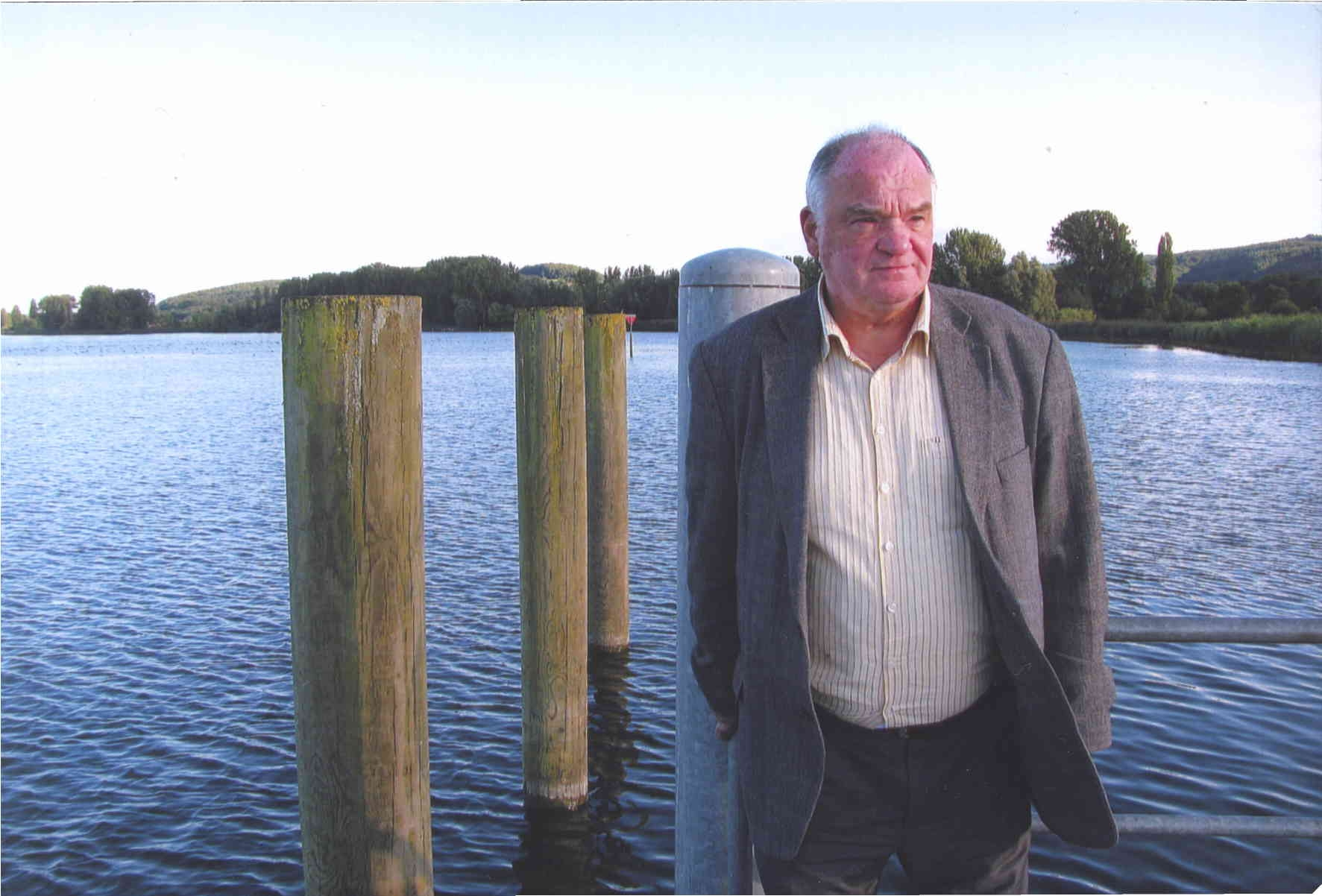
Gerald Wiemers (2010)

Gerald Wiemers (* 1. Mai 1941 in Leipzig; † 13. November 2021) war ein deutscher Archivar und Historiker.

## Leben
Wiemers studierte ab 1960 Geschichte und neuere Sprachen an der Universität Halle. Nachdem er 1965 das Staatsexamen als Diplom-Historiker bestanden hatte, folgte ein zweijähriges Studium der Archivwissenschaft und der Historischen Hilfswissenschaften am Institut für Archivwissenschaft in Potsdam. 1967 bestand er das Staatsexamen als wissenschaftlicher Archivar (Diplom-Archivar). Danach leitete er über zwei Jahrzehnte das Archiv der Sächsischen Akademie der Wissenschaften zu Leipzig. 1984 erfolgte die Promotion A zum Dr. phil. an der Technischen Universität Dresden. 2003 habilitierte er sich für Geschichte an der Technischen Universität Chemnitz. Seit 1992 Direktor des Universitätsarchivs Leipzig, wurde er 2002 von der Universität Leipzig zum außerplanmäßigen Professor für Archivwissenschaft und Neuere Geschichte ernannt. 2006 trat er in den Ruhestand.
Wiemers befasste sich mit dem studentischen Widerstand in der Zeit des Nationalsozialismus und nach der friedlichen Revolution in der DDR mit dem studentischen Widerstand gegen das SED-Regime. Er war Mitglied der Kommission für Universitätsgeschichte und der Kommission zur Rehabilitierung für unrechtmäßig aberkannte akademische Grade zwischen 1933 und 1989 an der Universität Leipzig. Von 1985 bis 2005 war sein Hauptarbeitsgebiet die Geschichte der Physik, insbesondere das Leben und Werk von Werner Heisenberg.

## Mitgliedschaften
Seit Jahrzehnten wirkte Wiemers für die Sächsische Akademie der Wissenschaften zu Leipzig. Ab 1989 war er gewähltes Mitglied ihrer Historischen Kommission. Er war stellvertretender Vorsitzender (1992–2000) und kommissarischer Vorsitzender (2001). Im Verband deutscher Archivarinnen und Archivare (VdA) war er von 1995 bis 2004 Vorsitzender der Fachgruppe 8, Archive der Hochschulen und wissenschaftlichen Institutionen. Er war Mitglied der Theodor-Litt-Gesellschaft (Leipzig), der Heisenberg-Gesellschaft (München) und der Gesellschaft für Universitäts- und Wissenschaftsgeschichte (GUW).

## Ehrungen
- Adam-Kuckhoff-Medaille (Gold) der Martin-Luther-Universität Halle-Wittenberg (1972)
- Bundesverdienstkreuz am Bande (2003)
- Bundesverdienstkreuz 1. Klasse (2014)[4]
- Sächsische Verfassungsmedaille (2021)

## Veröffentlichungen (Auswahl)
- Mit Jens Blecher (Hrsg.): Leipziger Matrikel von 1809–1909. 7 Bände. Verlag für Dokumentation, Weimar 2014, ISBN 978-3-89739-798-9.
- Jakob Neubauer (1895–1945). Rechtshistoriker, Talmudist, Holocaustopfer. Leipziger Universitäts-Verlag, Leipzig 2009, ISBN 978-3-86583-435-5.
- Mit Helmut Rechenberg (Hrsg.): Werner Heisenberg – Gutachten und Prüfungsprotokolle 1929–1942, Berlin, ERS Verlag 2001.
- Würdigung unserer Vorkämpfer, Bundesverdienstkreuz für „Belter-Gruppe“